# ۲۳۸ (قمری)
۲۳۸ (قمری)، دویست و سی و هشتمین سال در گاهشماری هجری قمری است. اول محرم این سال برابر با بیست و هفتم ژوئن سال ۸۵۲ میلادی است.